# Лео Сантана
Лео Даліс Сантана Геред'я (ісп. Leo Dalis Santana Heredia; нар. 7 червня 1998) — домініканський борець греко-римського стилю, чемпіон та дворазовий бронзовий призер Панамериканських чемпіонатів, бронзовий призер Панамериканських ігор, срібний призер Центральноамериканських і Карибських ігор.

## Спортивні результати на міжнародних змаганнях

### Виступи на Панамериканських чемпіонатах
| Змагання                                   | Збірна                   | Вагова категорія                  | Місце  |
| ------------------------------------------ | ------------------------ | --------------------------------- | ------ |
| Панамериканський чемпіонат з боротьби 2018 | Домініканська Республіка | греко-римська боротьба, до 130 кг | 9      |
| Панамериканський чемпіонат з боротьби 2020 | Домініканська Республіка | греко-римська боротьба, до 130 кг | Бронза |
| Панамериканський чемпіонат з боротьби 2021 | Домініканська Республіка | греко-римська боротьба, до 130 кг | Золото |
| Панамериканський чемпіонат з боротьби 2022 | Домініканська Республіка | греко-римська боротьба, до 130 кг | Бронза |
| Панамериканський чемпіонат з боротьби 2023 | Домініканська Республіка | греко-римська боротьба, до 130 кг | 8      |

### Виступи на Панамериканських іграх
| Змагання                  | Збірна                   | Вагова категорія                  | Місце  |
| ------------------------- | ------------------------ | --------------------------------- | ------ |
| Панамериканські ігри 2019 | Домініканська Республіка | греко-римська боротьба, до 130 кг | Бронза |
| Панамериканські ігри 2023 | Домініканська Республіка | греко-римська боротьба, до 130 кг | 8      |

### Виступи на Центральноамериканських і Карибських іграх
| Змагання                                     | Збірна                   | Вагова категорія                  | Місце  |
| -------------------------------------------- | ------------------------ | --------------------------------- | ------ |
| Центральноамериканські і Карибські ігри 2018 | Домініканська Республіка | греко-римська боротьба, до 130 кг | Срібло |

### Виступи на Центральноамериканських і Карибських чемпіонатах
| Змагання                                                       | Збірна                   | Вагова категорія                  | Місце |
| -------------------------------------------------------------- | ------------------------ | --------------------------------- | ----- |
| Центральноамериканський і Карибський чемпіонат з боротьби 2018 | Домініканська Республіка | греко-римська боротьба, до 130 кг | 5     |

### Виступи на інших змаганнях
| Змагання                                                     | Збірна                   | Вагова категорія                  | Місце  |
| ------------------------------------------------------------ | ------------------------ | --------------------------------- | ------ |
| Кубок Гранми і Серро-Пеладо з боротьби 2020                  | Домініканська Республіка | греко-римська боротьба, до 130 кг | Срібло |
| Олімпійський кваліфікаційний турнір з боротьби 2020 (Оттава) | Домініканська Республіка | греко-римська боротьба, до 130 кг | 5      |
| Олімпійський кваліфікаційний турнір з боротьби 2020 (Софія)  | Домініканська Республіка | греко-римська боротьба, до 130 кг | 17     |

### Виступи на змаганнях молодших вікових груп
| Змагання                                                 | Збірна                   | Вагова категорія                 | Місце |
| -------------------------------------------------------- | ------------------------ | -------------------------------- | ----- |
| Панамериканський чемпіонат з боротьби серед юніорів 2017 | Домініканська Республіка | вільна боротьба, до 120 кг       | 4     |
| Панамериканський чемпіонат з боротьби серед юніорів 2017 | Домініканська Республіка | греко-римська боротьба, до 96 кг | 5     |